# Enquete-Kommission Zukunft des bürgerschaftlichen Engagements
Die Einsetzung der Enquete-Kommission Zukunft des bürgerschaftlichen Engagements wurde durch den 14. Deutschen Bundestag am 15. Dezember 1999 einstimmig beschlossen. Hintergrund war das „Internationale Jahr der Freiwilligen“ (IJF), ausgerufen von den Vereinten Nationen im Jahr 2001.
Am 14. Februar 2000 wurde die Enquete-Kommission gebildet. Das Ziel des Deutschen Bundestags war es, auf der Grundlage einer Bestandsaufnahme konkrete Handlungsvorschläge für die Politik zu erhalten, um die Bürgergesellschaft in Deutschland zu fördern. 
Am 3. Mai 2002 legte die Kommission ihren 432 Seiten umfassenden Abschlussbericht vor.

## Mitglieder
Vorsitzender der Kommission war Michael Bürsch. Die Kommission bestand aus 11 Bundestagsabgeordneten der im Jahr 2000 im Deutschen Bundestag vertretenen Parteien, darunter Ilse Aigner, Christian Simmert, Gerhard Schüßler und Klaus Grehn sowie elf Sachverständigen, darunter Adelheid Biesecker, André Habisch, Peter Maser, Roland Roth, Rupert Graf Strachwitz und Olaf Zimmermann.

## Arbeitsweise
Neben der öffentlichen Anhörung von über 100 Organisationen und Sachverständigen, Expertengesprächen, der Erstellung von Arbeitspapieren aus den Reihen der Kommission sowie einer Delegationsreise in die USA wurden die Fragestellungen der Enquete-Kommission insbesondere durch die Vergabe von Gutachten behandelt, die in einer Schriftenreihe veröffentlicht worden sind.

## Abschlussbericht

### Gliederung
Der Bericht besteht aus drei Teilen:
- Teil A „Bürgerschaftliches Engagement: auf dem Weg in eine zukunftsfähige Bürgergesellschaft“: Bestandsaufnahme der vielfältigen  Möglichkeiten des bürgerschaftlichen Engagements, Begriffsdefinierung aus Sicht der Kommission und historische Entwicklung der Bürgergesellschaft.
- Teil B „Bürgerschaftliches Engagement: Bestandsaufnahme, Analyse, Entwicklungsperspektiven und Handlungsempfehlungen“: aufgegliedert in drei Abschnitte:

1. Abschnitt B1: „Bürgerschaftliches Engagement und Bürgergesellschaft“
2. Abschnitt B2: „Bürgerschaftliches Engagement und Erwerbsarbeit“
3. Abschnitt B3: „Bürgerschaftliches Engagement und Sozialstaat“.

- Teil C: „Handlungsempfehlungen und Entwicklungsperspektiven in Staat und Gesellschaft“: Handlungsempfehlungen für den Bund sowie für die Ebenen der Organisationen und des individuellen Engagements.

### Handlungsempfehlungen der Kommission
1. Öffnung der Organisationen (z. B. Vereine, Stiftungen, Kirchen, Gewerkschaften) nach innen (bessere Zusammenarbeit von Engagierten und Hauptamtlichen, bessere Mitbestimmungsrechte der Engagierten) und außen (bessere Zusammenarbeit der einzelnen Akteure, bessere Einstiegsmöglichkeiten, insbesondere für Jugendliche)
2. Verwaltungen bürgerorientiert gestalten und entbürokratisieren
3. Beteiligungsmöglichkeiten schaffen: mehr direktdemokratische Verfahren einführen, sowohl auf kommunaler als auch auf Bundesebene
4. Anerkennen, wertschätzen und qualifizieren
5. Netzwerke schaffen und Infrastrukturen aufbauen
6. Unternehmen als Akteure in der Bürgergesellschaft – „Corporate Citizenship“ stärken
7. Gemeinnützigkeits- und Spendenrecht reformieren
8. Schutz und Nachteilsausgleich verbessern
9. Das Wissen über bürgerschaftliches Engagement erweitern
10. Bürgerschaftliches Engagement verstetigen

## Gesetzliche Umsetzung
Die Kommission hatte nicht nur den Auftrag, neue Gesetzgebungsvorhaben zu empfehlen, sondern konnte sich auch an bereits eingeleiteten Gesetzgebungsverfahren beteiligen. In der Folge wurden in der 14. Wahlperiode eine Vielzahl einzelner Gesetze in Bezug auf die Förderung bürgerschaftlichen Engagements geändert. Rechtsbereiche waren insbesondere das Sozialversicherungs- und Steuerrecht, das Recht der Arbeitsförderung sowie das Pflege- und Gesundheitswesen.
Beispielsweise griff die Bundesregierung mit dem Gesetz zur Verbesserung des unfallversicherungsrechtlichen Schutzes bürgerschaftlich Engagierter und weiterer Personen, das am 1. Januar 2005 in Kraft trat, die Handlungsempfehlungen der Enquete-Kommission insofern auf, als sie den unfallversicherungsrechtlichen Schutz bürgerschaftlich Engagierter erweiterte.
Ein Gesetzentwurf zur Ergänzung bzw. Änderung des Grundgesetzes durch die Einführung der unmittelbaren Bürgerbeteiligung durch Volksinitiativen, Volksbegehren und Volksentscheide wurde jedoch nicht verabschiedet.